# Insisters
Insisters war eine Frauenband der Neuen Deutschen Welle, die in den frühen achtziger Jahren Erfolge hatte. Sie war die erste deutsche Frauenrockgruppe, die vor einem gemischten Publikum auftrat; ihre Texte waren in Deutsch und Englisch.

## Geschichte
Ihre ersten Auftritte hatten sie beim Berliner Rock-Circus im Frühjahr 1981. Die vom Berliner Senat gesponserte Tournee führte die teilnehmenden Bands (neben Insisters Morgenrot, Ideal, PVC und Z) in zehn westdeutsche Städte. Es folgten zahlreiche TV-Auftritte und kleinere Tourneen von Schweden bis Österreich.
Dank CBS-Vertrag hatten die Insisters eines der ersten Musik-Videos in Deutschland für ihre LP Moderne Zeiten.
Zuletzt zeigte die Band bei ihren Auftritten eine futuristische, multimediale Rockoper (Irongirl – die Eisenfrau) auf der Bühne. Sie handelte vom Untergang der Welt durch die Übernahme von Maschinen.
Nach sieben Jahren trennten sich die Bandmitglieder und gingen eigener Wege.

## Diskografie

### Singles
- 1981: Moderne Zeiten
- 1981: Subkultur Reggae
- 1982: Helmut – Karo Ceh

### Alben
- 1981: Moderne Zeiten